# جيمس روبنسون (لاعب كرة قدم بريطاني)
جيمس روبنسون (بالإنجليزية: James Robinson)‏ (18 سبتمبر 1982 بإنجلترا في المملكة المتحدة - ) هو لاعب كرة قدم بريطاني في مركز الوسط. لعب مع آي بي في وماركوني ستاليونز ونادي أكرينغتون ستانلي ونادي برث غلوري ونادي سريويجايا ونادي كرو ألكساندرا ونادي ملبورن فيكتوري وNorthern Fury FC ‏ ونادي ألترينتشام وBallarat City FC ‏ وFC Bulleen Lions ‏ وDandenong Thunder SC ‏ وOakleigh Cannons FC ‏ وGreater Dandenong FC ‏.

## وصلات خارجية
- جيمس روبنسون على موقع قاعدة بيانات كرة القدم.إي يو (الإنجليزية)